# Anfallet vid Brécourt herrgård
Anfallet vid Brécourt herrgård är ett känt anfall där några få amerikanska soldater övermannande en tysk pluton under andra världskriget. Händelsen inträffade 6 juni 1944 vid Brécourt herrgård i Frankrike.
Anfallet är ett klassiskt exempel på militär taktik och ledarskap för små förband för att övermanna större fientliga enheter. Anfallet skedde under Mission Chicago som var en del av invasionen av Normandie. Befälet över den 17 man starka enheten var löjtnant Richard Winters från kompani E, 506. fallskärmsjägarregementet, 101st Airborne Division.

## Mål
Målet med anfallet var att slå ut en uppsättning tyska 105 mm-haubitsar som besköt Utah Beach. Tidigare under dagen hade en annan amerikansk enhet försökt slå ut dem, men deras attack slogs tillbaka av tyskarna.
Runt kl. 8.30 samlade Winters ihop 13 man från flera olika kompanier. Med bristfällig kunskap om var artilleripjäserna fanns rekognoserade Winters enhet området norr om Brécourt herrgård, ca 5 km väster om Utah Beach, och söder om den lilla franska byn Le Grand-Chemin (i närheten av Sainte-Marie-du-Mont). Där upptäckte de ett sammanhängande nätverk av skyttegravar med fyra 105 mm-pjäser som försvarades av MG42-nästen. Totalt fanns där ca 50 tyska soldater.

## Anfallet
Winters utarbetade snabbt en anfallsplan. Han satte upp två stycken skytteställningar med .30-kalibers kulsprutor samt ytterligare en position som skulle ge understödseld. Själv ledde han anfallet på flanken utmed häckraden som ledde till den första artilleripjäsens position.
Nätverket av skyttegravar gjorde att tyskarna enkelt kunde förstärka försvaret av pjäsernas positioner, men efter att Winters enhet slagit ut den första positionen kunde även han utnyttja nätverket för att slå ut de resterande pjäserna. Skyttegravarna skyddade amerikanerna från tyskarnas kulspruteställningar.
Winters fick förstärkning från kompani D för att slå ut den sista artilleripjäsen. När alla fyra pjäserna var utslagna retirerade de, dels på grund deras ringa antal men också på grund av ammunitionsbrist. Under anfallet hittade Winters en karta där alla tyska artilleripositioner och kulsprutenästen på hela Cotentin-halvön var utmarkerade. Kartan var till stor nytta för de allierade under återstoden av invasionen.

## Anfallets följder
Winters enhet fick två skadade soldater samt förlorade fyra stycken. Enheten slog ut 15 tyska soldater, skadade många fler och tog 12 fångar. De hade mer eller mindre slagit ut en 50 man stark tysk fallskärmsjägarpluton som försvarade artilleripjäserna.
Senare tilldelades löjtnant Richard Winters Distinguished Service Cross. Löjtnant Buck Compton, Bill Guarnere, Gerald Lorraine och Joe Toye tilldelades Silver Star. Carwood Lipton, Don Malarkey, Mike Ranney, Joe Liebgott, Walter Hendrix, John Plesha, Cleveland Petty och Popeye Wynn tilldelades Bronze Star.

## I fiktion
Händelsen skildras i avsnittet Day of Days i TV-serien Band of Brothers från 2001 som producerades av Steven Spielberg och Tom Hanks.